# Раул Сендик
Раул Сендик (на испански: Raúl Sendic) е уругвайски политик, настоящ вицепрезидент на Уругвай от 1 март 2015 г.

## Биография
Роден е на 29 август 1962 г. в Пайсанду, Уругвай. Член е на партията „Широк фронт“.